# Platanthera chlorantha
Platanthera chlorantha (lan bướm lớn), là một loài lan thuộc chi Platanthera. Chúng sống ở khắp Châu Âu và Maroc. Tên gọi Platanthera là từ tiếng Hy Lạp, nghĩa là "bao phấn rộng", tên loài chlorantha có nghĩa là "có hoa màu xanh".
Platanthera chlorantha là một cây lâu năm có chiều cao trung bình. Lá của nó rộng, hình elíp và sáng bóng, với 2 lá gốc rất lớn và nhiều lá trên thân thuôn dài hơn và nhỏ hơn nhiều. Hoa màu trắng hơi pha xanh, thơm mùi gần giống như mùi vani, với lá đài và cánh hoa căng rộng. Môi hoa dài, rộng và không xẻ rảnh, cựa hoa rất dài. Mùa hoa nở ở Anh vào khoảng tháng 6 đến tháng 7, ở miền nam Châu Âu thì sớm hơn. Cây có thể được thấy ở trong rừng, trong vùng bụi rậm hoặc đồng cỏ kể cả vùng đá vôi.
Loài lan này là loài đặc hữu và phân bố rộng khắp Châu Âu: từ quần đảo Anh cho đến tận phần đất thuộc châu Âu của nước Nga, miền đông Kavkaz, và từ vùng duyên hải của Na Uy ở 60o Bắc trải xuống tận hầu hết Ý và bán đảo Balkan kể cả một phần lớn Hy Lạp.

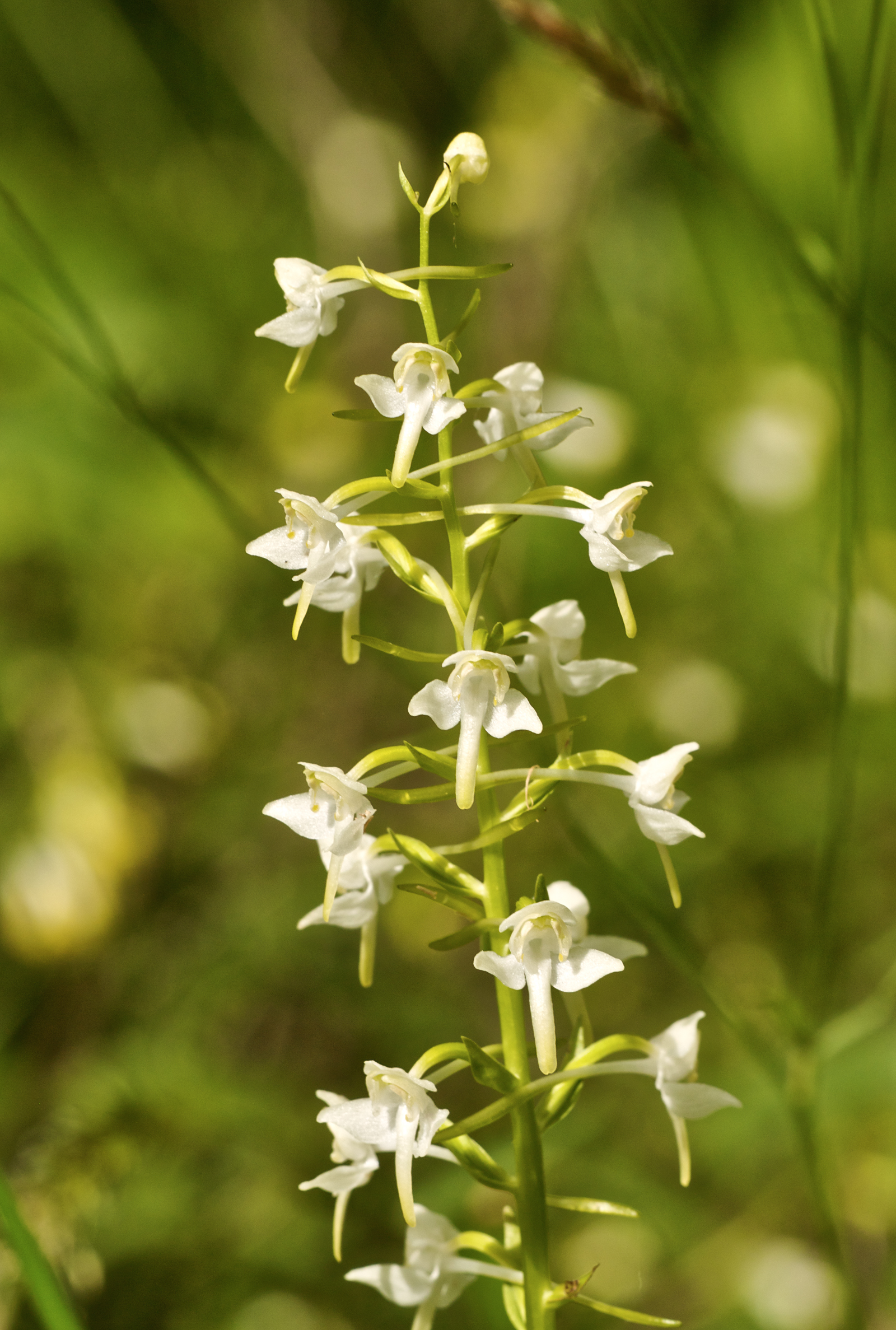
Platanthera chlorantha, spike

## Hình ảnh

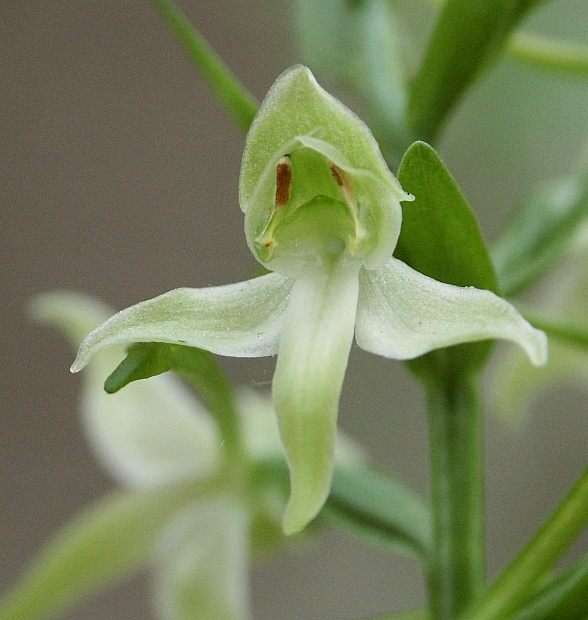
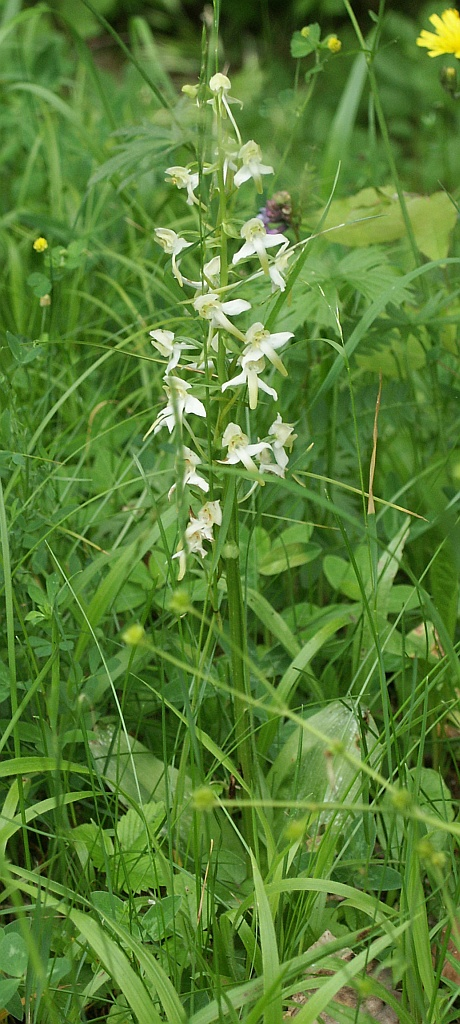
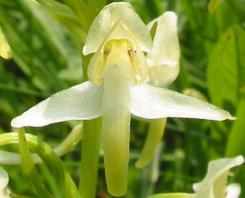
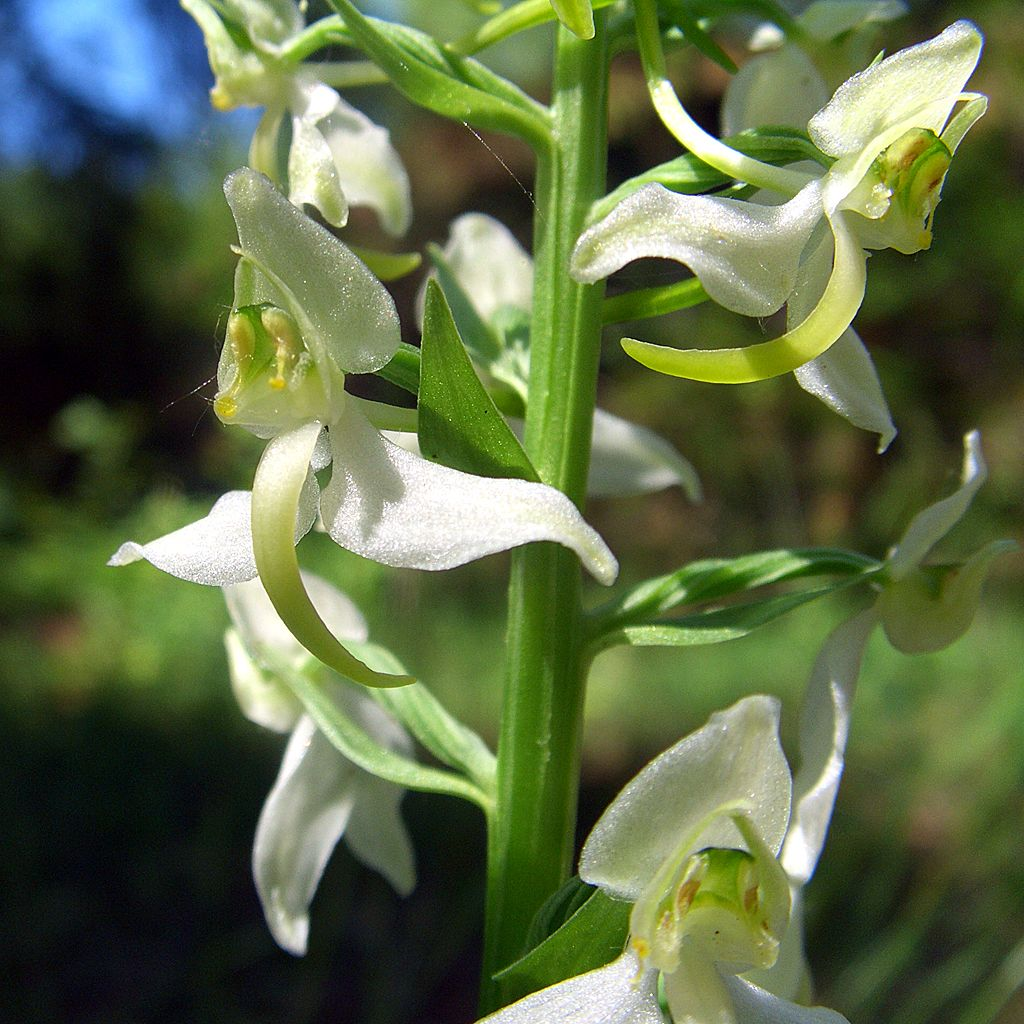